# 포리노
포리노(이탈리아어: Forino)는 이탈리아 캄파니아주 아벨리노도의 코무네다.